# Gatcombe Park

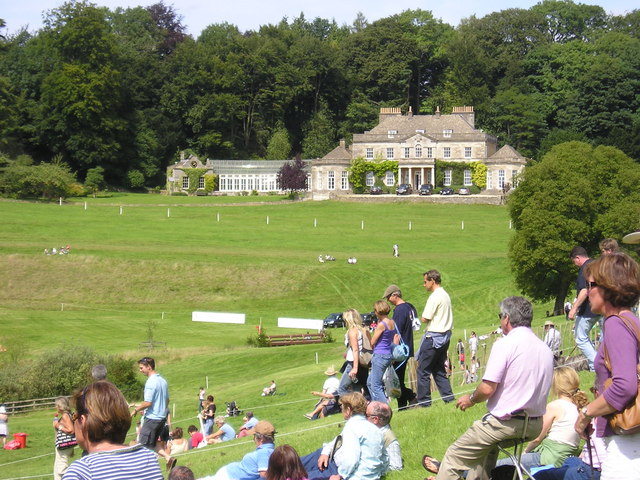
Das Gatcombe Park House

Gatcombe Park ist der private Landsitz von Prinzessin Anne, der Schwester des britischen Königs Charles III., in Gloucestershire. Der Landsitz befindet sich zwischen den Ortschaften Minchinhampton und Avening, etwa 8 km südlich der Stadt Stroud und ca. 170 km westlich von London. Highgrove House, der Landsitz von Prinzessin Annes Bruder, König Charles III., liegt etwa 10 km südlich von Gatcombe Park.
Gebaut wurde das Haupthaus aus Naturstein für Edward Sheppard in den Jahren 1771 bis 1774. Seit 1814 gehörte das Anwesen der Familie Ricardo, 1940 erwarb es der Textilindustrielle und Kunstsammler Samuel Courtauld. Sein Schwiegersohn, der frühere britische Innenminister Lord Butler, erbte Gatcombe Park und behielt es bis 1976. Dann wurden Haus und der dazugehörende landwirtschaftliche Betrieb von Königin Elisabeth II. für Prinzessin Anne und ihren Ehemann Mark Phillips gekauft. Auf dem rund 215 Hektar großen Gelände befinden sich mehrere Gebäude. Nach Renovierungsarbeiten zog das Paar im November 1977 in Gatcombe Park ein. Die Prinzessin bewohnt ihren Landsitz heute mit ihrem zweiten Ehemann Timothy Laurence. Die Aston Farm auf dem Gutsgelände wird von ihrer Tochter Zara Tindall mit Familie bewohnt.